# Microrregión del Baixo Jaguaribe
La microrregión del Baixo Jaguaribe era una microrregión del estado brasileño del Ceará perteneciente a la antigua mesorregión del Jaguaribe.
Su población fue estimada en 2005 por el IBGE en 313.662 habitantes y estaba dividida en diez municipios. Poseía un área total de 9950.99 km².
En 2017, el Instituto Brasileño de Geografía y Estadística (IBGE) disolvió las mesorregiones y microrregiones, creando un nuevo marco regional con nuevas divisiones geográficas denominadas, respectivamente, regiones geográficas intermedias e inmediatas.

## Municipios
- Alto Santo
- Ibicuitinga
- Jaguaruana
- Limoeiro do Norte
- Morada Nova
- Palhano
- Quixeré
- Russas
- São João do Jaguaribe
- Tabuleiro do Norte